# Trematopora acanthostylita
Trematopora acanthostylita är en mossdjursart som beskrevs av Jiménez-Sánchez 2009. Trematopora acanthostylita ingår i släktet Trematopora och familjen Trematoporidae. Inga underarter finns listade i Catalogue of Life.